# Christian Turk
Christian Turk (* 23. Oktober 1973 in Dortmund) ist ein deutscher Comiczeichner, Illustrator und Buchautor.
Christian Turk war ab Ende der 1990er Jahre beim Verlag Ideenschmiede Paul & Paul, wo er den Fantasy-Comic Gitta Goblinson (2 Hefte) zeichnete. Hier zeichnete er auch vier Ausgaben der Mystery-Serie Die Vergessenen, die im Infinity Verlag erschienen. 2003 erschien das Album Shayazur – Das Geheimnis des Schildkrötenklans beim Carlsen Verlag.
2005 erschien mit Faun – ein Anderswelt-Märchen ein Bilderbuch für den Arun-Verlag. Seit 2008 zeichnet er auch Comics und Illustrationen für die schwule Szene.